# الکساندرا سیکورا
الکساندرا سیکورا (انگلیسی: Aleksandra Sikora؛ زادهٔ ۷ فوریهٔ ۱۹۹۱) بازیکن فوتبال اهل لهستان است.

وی همچنین در تیم ملی فوتبال زنان لهستان بازی کرده‌است.